# 豪达

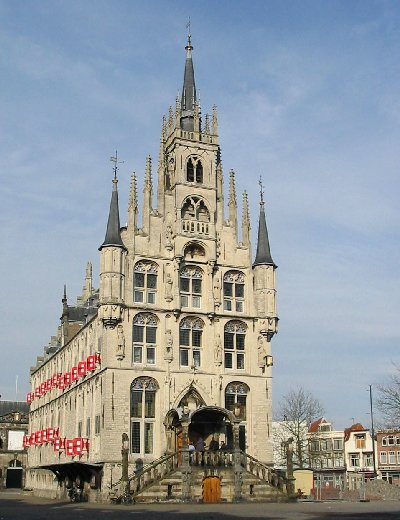
豪达建于15世纪的市政厅

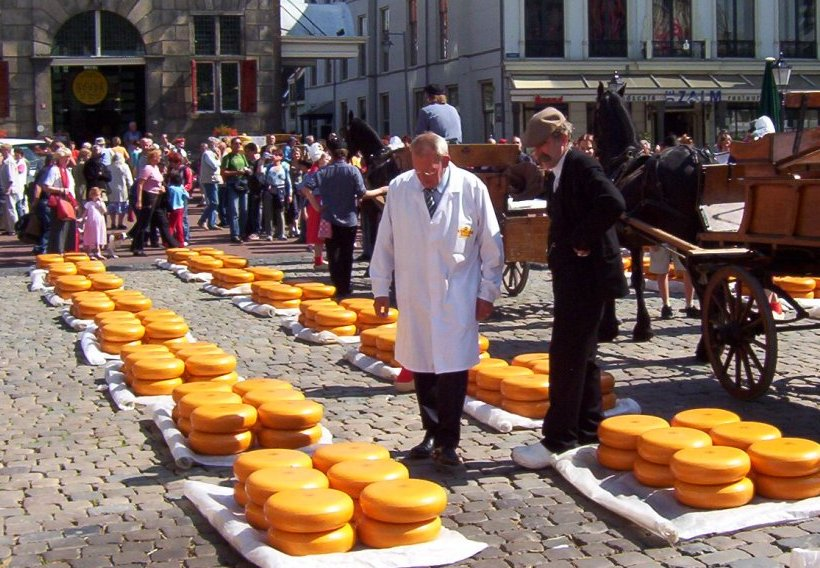
豪达的奶酪市场

豪达（荷蘭語：Gouda，荷蘭語發音：[ˈɣɑu̯daˑ] ⓘ）是荷兰南荷兰省的一个城市与市镇。该城于1272年获得城市权，以豪达奶酪、烟斗、15世纪的市政厅而著称。2009年人口為70,828。

## 友好城市
- 挪威，孔斯贝格(1956年)
- 德国，索林根(1957年)
- 英国，格洛斯特(1972年)